# Опсада Нумансије
Опсада Нумансије се догодила пред крај Нумантинског рата 134. п. н. е. и 133. п. н. е. када су римске снаге, након низа претходних неуспеха, настојале уклонити главно средиште отпора римској власти у Хиспанији, односно на тај начин довршити вишедеценијске Келтиберски ратове. Римски војсковођа Сципион Емилијан, познат по успешном освајању Картагине у Трећем пунском рату, окончао је опсаду натеравши глађу Нумантинце на предају, а након чега је град уништен.

## Увод
Од 143. п. н. е. када су поновно ескалирала непријатељства Римљана с Келтиберима, Нумансија се наметнула као средиште отпора. Тај је отпор био успешан како због тешко проходног терена који је стварао проблеме римској логистици, односно герилске тактике Келтибера, тако и због неспособности римских команданата. Након серије понижавајућих пораза, а под притиском народа, за новог команданта је постављен Сципион Емилијан, прослављен успесима против Картагине. Он се суочио с озбиљним проблемима код регрутације легионара, с обзиром да је у Риму било све мање слободних сељака који су чинили језгро раније римске војске, а и рат у далекој и сиромашној Хиспанији, без изгледа на велики плен, није био атрактиван. Због тога су већину његових снага чинили најамници, као и традиционални римски савезници, укључујући Нумиђане под краљем Југуртом. Ту је војску Сципион настојао "очеличити" сталним маршевима, а као стратегију се одлучио за опсаду Нумансије коју је требало глађу натерати на предају, уместо да се заузима на јуриш.

## Опсада
Након неколико мањих чарки, Сципион је са својом војском дошао под зидине Нумансије. Тамо је саградио два логора за војску, коју је спојио циркумвалационим зидом. На њему је саградио неколико кула одакле су стрелци гађали бранитеље на зидинама. Исто је тако браном заградио оближњу мочвару како би између својих циркумвалационих и градских зидина усмерио воду. Настојећи спречити бранитеље да се опскрбљују преко реке Доуро, преко ње је поставио конопце са сечивима.
Нумантинци су неколико пута покушали с мањим снагама пробити из обруча, али је то на крају успело тек Ретогену који је отишао по помоћ код суседних племена. Племе Ареваци га је одбило, а у граду Луција је успио скупити 400 младића. Те снаге је Сципион успео зауставити и поразити.
Неуспех пробоја и покушаја да се од других племена добије помоћ је Нумантинце натерао да започну преговоре о предаји. Прву делегацију, чије је услове о предаји Сципион одбио, у самом граду је убила маса уверена да су њени чланови поткупљени. Одбијање даљих преговора је довело до опште глади, а с временом и канибализма. На крају су, мучени глађу, Нумантинци почели убијати себе и своје породице. Преживели су запалили град и тек тада се предали Римљанима. Сципион је након тога разорио оно што је остало.